# Tonanitla
Tonanitla é um município do estado do México, no México.

## História
A palavra "Tonanitla" vem do nahuatl. O município foi fundado em 25 de julho de 2003 e é separado do município de Jaltenco. Em 1935, recebeu mais 259 hectares como extensão de seu ejido, sendo Governador do Estado do México, C. José Luís Solórzano.

## Governo

### Autoridades auxiliares
Os delegados, também nomeados de autoridades auxiliares, são nomeados em cada uma das localidades, de cada bairro, por seus próprios moradores. É responsabilidade dos delegados municipais representar a Câmara Municipal que corresponde à sua delegação. Também são eleitos conselhos de participação cidadã, esses órgãos servem para apoiar as autoridades municipais na execução de obras materiais.